# Сонячний опік
Сонячний опік — це почервоніння та набряк шкіри внаслідок надмірного впливу ультрафіолетового випромінювання (УФ). Симптоми опіку часто проявляються через 2–6 годин після впливу сонця. Інші симптоми можуть включати біль, відчуття тепла та пухирі. Через кілька днів може з'явитися лущення шкіри. Ускладнення можуть включати зневоднення, інфекцію, рак шкіри, старіння шкіри та пігментні плями.
Найчастіше трапляється через вплив сонця, хоча може виникнути внаслідок інших причин, як-от солярії. Люди зі світлою шкірою частіше отримують сонячні опіки. Інші фактори ризику включають перебування поблизу екватора, високо над рівнем моря, між 10:00 та 14:00, ясне небо, відблиски від снігу та вживання певних ліків. До таких ліків можуть належати доксициклін і гідрохлортіазид. Основний механізм пошкодження полягає у пошкодженні ДНК, після чого настає програмована клітинна загибель.
Профілактичні заходи від сонячного опіку включають уникнення перебування на сонці біля полудня, використання сонцезахисних засобів і сонцезахисного вбрання. Лікування включає знеболювальні препарати, як-от НПЗП, та зволожувач. Сильний сонячний опік може вимагати внутрішньовенної ін'єкції, як-от лактатний розчин Рінгера.
Сонячні опіки вразили близько 34% населення Сполучених Штатів у 2015 році. Найчастіше такі опіки виникають у молоді. До 1820 року помилково вважалося, що сонячні опіки спричинені теплом. Сонцезахисний засіб був уперше розроблений під час Другої світової війни.